# سده چهاردهم میلادی
سده ۱۴ میلادی یا قرن چهاردهم (میلادی) در تقویم گریگوری به فاصله سالهای ١٣٠١ تا ۱۴۰۰ میلادی گفته می‌شود. این سده با به قدرت رسیدن امپراتوری عثمانی در خاور میانه همراه شد. بیماری‌های همه گیر جمعیت زیادی را در سراسر دنیا و به ویژه اروپا از پای درآورد. آغاز رنسانس در اروپا مهم‌ترین حرکت علمی و فرهنگی بود که تا سه سده ادامه یافت و موجب دگرگونی دانش و روش زندگی در غرب شد.
| سده‌ها: | سده ۱۳ - سده ۱۴ - سده ۱۵                          |
| دهه‌ها: | ۱۳۰۰ ۱۳۱۰ ۱۳۲۰ ۱۳۳۰ ۱۳۴۰ ۱۳۵۰ ۱۳۶۰ ۱۳۷۰ ۱۳۸۰ ۱۳۹۰ |

## رویدادها
- به قدرت رسیدن امپراتوری عثمانی و گسترش آن به سمت بالکان.
- وقوع طاعون جهانی مشهور به مرگ سیاه و کشته شدن میلیون‌ها نفر.
- به قدرت رسیدن تیمور و تأسیس سلسله تیموریان در ایران.

## شخصیت‌ها
```
حافظ

ابن بطوطه
 جهانگرد مسلمان

تیمور لنگ
 
ژان دارک
```

((پوریای ولی))

## دهه‌ها و سال‌ها
‎